# Jerzy Turnau
Jerzy Turnau (ur. 10 marca 1869 w Dobczycach, zm. 23 października 1925) – ziemianin z okolic Przeworska, założyciel Wyższych Kursów Ziemiańskich we Lwowie, także literat i malarz. Doprowadził do zmian w polskim rolnictwie, głównie w Polsce południowo-wschodniej.

## Życiorys
Pochodził z rodziny neofickiej nobilitowanej w 1857. Był jednym z dziewięciorga dzieci Henryka Turnaua, właściciela Gaiku koło Dobczyc, oraz Olawii de Semetycze Trzeciak. W wieku 24 lat osiadł w majątku Mikulice koło Przeworska. Do tego momentu nie rolnictwo, ale malarstwo było główną dziedziną jego zainteresowania. Choć studiował rolnictwo w Hochschule für Bodenkultur (obecnie Universität für Bodenkultur) w Wiedniu, był w tej dziedzinie głównie samoukiem, a jedynym jego prawdziwym nauczycielem produkcji rolnej był ojciec.
Był pasjonatem nowości i eksperymentowania. W Mikulicach założył wzorowe i – jak na ówczesne czasy – nowoczesne gospodarstwo hodowlane, gdzie pracował nad tworzeniem nowych odmian zbóż. Miał w tym znaczne sukcesy: wyhodowane przez niego odmiany pszenicy, żyta, owsa i jęczmienia miały takie wzięcie, że niemal cała produkcja zbożowa była sprzedawana jako ziarno siewne. Przysparzało to Mikulicom sławy i znacznych dochodów. Odmiana pszenicy „Ostka Mikulicka” znajduje się aktualnie na liście Genetic Resources Information System for Wheat and Triticale (GRIS). Członek i działacz Galicyjskiego Towarzystwa Gospodarskiego, członek jego Komitetu (15 czerwca 1902 – 20 czerwca 1914).
W 1919 założył, pod egidą Związku Ziemian, Wyższe Kursy Ziemiańskie, które oparł na swojej książce Nowa szkoła – ideale praktycznie zorientowanego studium rolniczego. W ich organizacji wzorował się na zwiedzonej wcześniej osobiście Hochschule für praktische Landwirte w bawarskim Weihestephan. Kursy, popularnie zwane „Kursami Turnaua”, a po jego śmierci oficjalnie „imienia Jerzego Turnaua”, przez sześć lat prowadził osobiście. W tym czasie zajmował się też malarstwem i powieściopisarstwem. W malarstwie był szczególnie dobry jako portrecista, a w nowelach i powieściach opisywał różne aspekty życia w domach ziemiańskich. Książki te miały u czytelników dość duże wzięcie.
Jednocześnie stale się douczał dzięki ścisłej współpracy z ziemianami. Zdobytą wiedzę, przede wszystkim praktyczną, upowszechniał w swych licznych publikacjach, w tym w bardzo cenionych książkach (5-tomowa Uprawa roli i roślin).
Był mężem Heleny z Hochbergerów i ojcem dwóch córek (m.in. Marii Turnau-Morawskiej) i trzech synów oraz wujem Jerzego Turowicza. Jego wnukiem jest Jan Turnau, a prawnukiem Grzegorz Turnau.
Jerzy Turnau zmarł na atak serca 23 października 1925. Spoczywa w grobowcu Hochbergerów na cmentarzu Łyczakowskim we Lwowie.

## Wyższe Kursy Ziemiańskie
Wyższe Kursy Ziemiańskie zostały założone we Lwowie w 1919 przez Związek Ziemian, z inicjatywy Jerzego Turnaua, właściciela Mikulic koło Przeworska. W statucie Kursów, który Turnau opracował wspólnie z Kazimierzem Miczyńskim, czytamy, że te Kursy mają dostarczyć społeczeństwu rolników z wyższym wykształceniem, skierowanym w szczególności ku zawodowi praktycznemu, oraz przygotować słuchaczy do pracy społecznej na wsi.
Studia na Kursach trwały dwa i pół roku, a ich integralną część stanowiły trzy praktyki w nowoczesnych majątkach, łącznie dziewięć miesięcy. Wykładowcami byli profesorowie lwowskich wyższych uczelni (w tym wielu sławnych) oraz rolnicy-praktycy. Spośród tych ostatnich Jerzy Turnau wykładał gleboznawstwo, uprawę roślin oraz rachunkowość rolniczą. (Na podstawie tych wykładów wyszły potem jego podręczniki: 5-tomowa Uprawa roli i roślin oraz O rachunkowości rolniczej). Osobiście też czytał, a następnie omawiał ze wszystkimi słuchaczami na seminarium obszerne sprawozdania składane po każdej praktyce. Do swej nagłej śmierci w 1925 niemal sam spełniał też bezinteresownie funkcję dyrektora i administratora Kursów. Słuchacze kursów, obojga płci, wywodzili się głównie z domów ziemiańskich i pałaców. Z upływem lat coraz więcej miejsc zajmowali studenci, którzy obniżali poziom Kursów. Obniżało to opinię o nich tak dalece, że w 1925, tuż przed śmiercią, Turnau przeprowadził na zebraniu Zarządu WKZ uchwałę o zawieszeniu rekrutacji na pierwszy rok, która nie została wykonana ze względu na utratę dochodów płynących z kursów. Instytucja przetrwała jako „im. Jerzego Turnaua” do wybuchu II wojny światowej.

## Publikacje Jerzego Turnaua

### Książki i broszury o tematyce rolniczej
- O zielonym nawozie i jego praktycznem zastosowaniu do naszych warunków, 1898, Druk. U.J., Kraków.
- Przechadzka po polach. Kilka uwag o głównych wadach w gospodarstwach włościańskich, 1899, Druk. Udziałowa, Wyd. Towarzystwa Kółek Rolniczych, R. 1, nr 3, Lwów.
- Główne zasady racyonalnego gospodarstwa, praca odznaczona na konkursie Rolnika i Hodowcz nagrodą pierwszą, 1901, Drukiem Władysława Szulca, Bednarska 22, Warszawa.
- Kilka uwag o dwucalowej orce Owsińskiego, 1901, Druk C.K.U.J., Kraków.
- Listy z podróży, 1901, Drukarnia i Litografia Pillera i Spółki, Lwów.
- Uprawa buraków cukrowych i pastewnych. Zbiór wykładów dla gospodarzy i urzędników gospodarczych, 1902, C. K. Galicyjskie. Towarzystwo Gospodarskie, Lwów; wyd. II, 1909; wyd. III rozszerzone, 1920, Wyd. Polskie, Lwów.
- Pogadanka o nawożeniu i nawozach, 1905, Lwów.
- O wyższem wykształceniu rolniczem. Odpowiedź na artykuł w nrze 11 Rolnika, 1907, Druk. Ludowa, Lwów.
- Z podróży po Wielkopolsce. Sprawozdanie z wycieczki jarosławs kiego Kółka Ziemian, 1908, Wyd. Komitetu C.K. Galicyjskiego Towarzystwa Gospodarskiego, Lwów.
- O organizacji gospodarstw folwarcznych w obecnych warunkach. Odczyt J. Turnaua wygłoszony na zjeździe Kółek Ziemian w Krakowie dnia 22 marca 1909 r., 1909, Druk. Lud. Rolnik, Lwów..
- Parcelacya większej własności, 1909, Druk i Litografia Pillera, Lwów.
- Die Landwirtschaft Galiziens und der Krieg. Vortrag gehalten im Klub der Land u. Forstwirte, 1915, Wien.
- O rachunkowości rolniczej. Zbiór wykładów na kursach rolniczych, 1920, Wyd. Polskie, Lwów.
- O sposobach, korzyściach i opłacalności stosowania nawozów sztucznych. Podręcznik dla praktycznych rolników, 1925, Spółka A. Eksploatacji Soli Potasowych we Lwowie, Lwów.
- Uprawa roli i roślin. Podręcznik do nauki rolnictwa w 5 tomach, 1921, Wyd. Polskie, Lwów – Poznań; wyd. II (nieautoryzowane), 1926; wyd. III (nieautoryzowane), 1929, Międzynarodowy Instytut Nakładowy M.O. Groh, Katowice.

### Artykuły o tematyce rolniczej
- Kilka uwag z dziedziny hodowli bydła, 1898, Rolnik 22 i 23.
- O rejestrach mleczności, 1898, Rolnik 52.
- Konie a woły, 1899, Gazeta Rolnicza 22.
- Wspomnienie z wycieczki do Mycowa, 1900, Rolnik 34.
- Jeszcze jedna uwaga o hodowli koni, 1901, Tygodnik Rolniczy 45.
- Nieco o chowie bydła w Galicji. Odpowiedź na artykuł S. Chaniewskiego, 1902, Gazeta Rolnicza 35.
- Praktyczne uwagi o hodowli bydła mlecznego, 1904, Rolnik 12-15.
- Grodkowice, 1905, Rolnik 7.
- O wykształceniu rolniczem i stosunkach rolniczych słów kilka, 1906, Rolnik 11 i 12.
- O pastwiskach trwałych, ich zakładaniu i użytkowaniu, 1908, Rolnik 23, 25 i 27.
- Czy wysoka mleczność może szkodzić hodowli?, 1909, Rolnik 32; kontynuacja 1910, Rolnik 5 i 6; przedruk 1917, Rolnik 41.
- Z bydłem, czy bez bydła? O gospodarstwach bezinwentarzowych, 1911, Rolnik 8, 9 i 25.

### Powieści i nowele
- Nowa szkoła. Opowieść ziemiańska, 1919, Wyd. Polskie, Lwów.
- Mona Lisa. Pamiętnik człowieka żonatego, 1920, w drukarni M. Schmitta i Ski, Kraków; II wydanie 1921, Wyd. Polskie, Lwów.
- Muszka. Powieść. Z ilustracjami autora, 1920, nakł. Wydawnictwa Polskiego we Lwowie, druk. Zygmunta Jelenia, Tarnów.
- Sąsiedzi. Opowieść ziemiańska, 1920, Wyd. Polskie, Lwów.
- Wnuczka pana rotmistrza. Nowele, 1922, Wyd. Polskie, Lwów.
- Łodzie bez steru. Powieść, 1923, Wyd. Polskie, Lwów.